# Strategies Against Architecture
Strategies Against Architecture – album niemieckiej awangardowo-eksperymentalnej grupy Einstürzende Neubauten, wydany w 1993 roku.

## Utwory
- 1 : Tanz debil	- 3:20
- 2 : Schmerzen Hören	- 2:31
- 3 : Mikroben 	- 1:32
- 4 : Krieg in den Städten 	- 3:44
- 5 : Zum Tier Machen 	- 3:06
- 6 : Draußen ist Feindlich 	- 0:47
- 7 : Stahlversion 	- 5:36
- 8 : Schwarz 	- 4:15
- 9 : Negativ Nein 	- 2:24
- 10 : Kalte Sterne 	- 4:11
- 11 : Spaltung 	- 2:25
- 12 : U-Haft Muzak 	- 3:41
- 13 : Gestohlenes Band(ORF) 	- 0:17
- 14 : Schwarz (Mutiert) 	- 3:25

## Skład
- Blixa Bargeld
- N.U. Unruh
- Alexander Hacke
- Marc Chung
- F.M. Einheit